# Oust
Oust è un comune francese di 559 abitanti situato nel dipartimento dell'Ariège, nella regione dell'Occitania.
Nel suo territorio comunale il fiume Garbet sfocia nel Salat.

## Società

### Evoluzione demografica
Abitanti censiti